# 502-й окремий батальйон радіоелектронної боротьби (Україна)
502-й окремий батальйон радіоелектронної боротьби (502 ОБ РЕБ, в/ч А1828) — формування військ радіоелектронної боротьби Збройних сил України.

## Історія
У 2003 році 16-й окремий гвардійський розвідувальний батальйон, що входив до складу 93-ї механізованої дивізії, був перейменований на 502 окремий гвардійський батальйон розвідки та радіоелектронної боротьби.
Батальйон входив до складу 6-го армійського корпусу, після переформатування якого увійшов до складу оперативного командування «Схід».

### Війна на сході України
Під час боїв за Іловайськ батальйон втратив загиблим сержанта Івана Куденьчука. 1 грудня 2015 року від поранень помер сержант Юрій Гура.

## Структура
- управління (в тому числі штаб)
- 1 рота радіоперешкод
  - пеленгаторний взвод
  - взвод радіоперешкод
- 2 рота радіоперешкод
- 3 рота радіоперешкод
- взвод матеріального забезпечення
- ремонтний взвод
- медичний пункт батальйону[6]